# Alen Floričić
Alen Floričić (Pula, 1968) is een Kroatische kunstenaar. Floričić startte zijn carrière nadat hij in 1993 afstudeerde aan de pedagogische faculteit te Rijeka. In 2006 woonde en werkte hij in Rabac.
In de jaren 90 maakte Floričić vooral schilderijen en beelden. Later werd hij bekend met zijn installaties en video's.
- Gemeinsame Normdatei: 13776104X
- International Standard Name Identifier: 0000 0000 5869 2493
- Virtual International Authority File: 81902671
- WorldCat: E39PBJrKXybx33drQVmfvBk7HC